# Herpetacanthus strongyloides
Herpetacanthus strongyloides är en akantusväxtart som beskrevs av Indriunas och Kameyama. Herpetacanthus strongyloides ingår i släktet Herpetacanthus och familjen akantusväxter. Inga underarter finns listade i Catalogue of Life.